# Серпентина (оръжие)
Серпентината е оръдие от 15 век, подобно на кулверина. Предназначено е за полеви битки. Поставят се на колесен лафет, като правило, оборудван устройства за промяна на ъгъла на наклона на цевта. Серпентините се зареждат със затвора с помощта на зарядна камера.

## Параметри
Дължината на цевта варира от 1,2 до 2,1 м, калибърът – от 50 до 150 мм (за кулверина – съответно от 0,6 до 1,2 м и от 25 до 50 мм).

## История
В херцогство Бургундия серпентините се използват от 1430 г. Именно към серпентината принадлежат най-ранните оцелели доказателства за оръдие с цапфа – последните са много важно изобретение в еволюцията на артилерийските оръдия, позволявайки значително да се подобри вертикалното насочване.

## Етимология
Името на оръдието е сродно с това на кулверината: на английски: serpentine – „змиевиден“, на английски: serpent – „змия“, и на френски: Couleuvrine – „змия“. Такива имена се обясняват с факта, че дългите бронзови цеви на оръдията, които с времето стават зелени, донякъде приличат на тялото на змия.